# Joaquim Barraquer i Moner
Joaquim Barraquer i Moner (Barcelona, 26 de gener de 1927 - 26 d'agost de 2016) va ser un oftalmòleg català. Segon fill d'Ignasi Barraquer Barraquer, va seguir la trajectòria professional dels seus antecessors, tot cursant la carrera de Medicina a la Universitat de Barcelona (1945-1951), i es va doctorar a Madrid l'any 1955. El 1999 va rebre la Creu de Sant Jordi.

## Biografia
Es va forjar molt aviat al costat del seu pare, que acompanyava al seu taller mecànic, on realitzava treballs manuals o de precisió per tal d'adquirir la destresa indispensable per convertir-se en cirurgià. La seva vocació per l'oftalmologia va aparèixer ràpidament quan als onze anys ja seguia el treball del seu pare i als tretze ja l'ajudava a operar cataractes.
Catedràtic en cirurgia ocular de la Universitat Autònoma de Barcelona (UAB), director de l'Institut Universitari Barraquer i de l'Escola Professional d'Oftalmologia (afiliats a la UAB), director executiu de l'Institut Barraquer, director-fundador del Banc d'Ulls per a Tractaments de la Ceguesa, i cirurgià-director del Centre d'Oftalmologia Barraquer, on va formar un equip d'oftalmòlegs entre els quals s'hi trobaven, fruit del seu matrimoni amb Mariana Compte Andrade, els seus fills Elena i Rafael, i l'esposa d'aquest últim, Marinka Kargachin.
Entre les seves aportacions a la ciència prenen rellevància els seus cursos microquirúrgics d'ús del microscopi —quan als anys 60 el microscopi encara una eina poc emprada en oftalmologia— i el descobriment l'any 1957 de l'acció de l'α-quimotripsina sobre la zònula humana, fet que va donar lloc a la tècnica de la zonulòlisi enzimàtica o «tècnica Barraquer», un procediment quirúrgic que va facilitar considerablement l'extracció intracapsular o total de la cataracta.
És enterrat al Cementiri de Montjuïc (Barcelona: agrupació III, Via de la Misericòrdia, tomba número 423.